# Hotel Zimní lázně (Poděbrady)
Hotel Zimní lázně je secesní lázeňský hotel v Poděbradech situovaný poblíž střední části lázeňského parku. Autorem projektu hotelu je architekt František Janda. K výstavbě ubytovacího zařízení došlo v letech 1911 až 1912. Dům slouží od svého otevření až do současnosti celoročnímu lázeňskému provozu. Provozovatelem a majitelem hotelu jsou Lázně Poděbrady, a.s. Zimní lázně jsou propojeny prosklenou spojovací chodbou s centrálním lázeňským domem Hotelem Libenský.